# Kup Zagrebačkog nogometnog saveza 2007./08.
Kup Zagrebačkog nogometnog saveza za sezonu 2007./08. je igran od rujna 2007. do svibnja 2008. godine 
 U kupu nastupaju klubovi s područja Grada Zagreba, a pobjednik i finalist natjecanja natjecanja su stekli pravo nastupa u pretkolu Hrvatskog kupa u sezoni 2008./09. 

Kup je osvojio Hrvatski dragovoljac iz Zagreba, pobijedivši u završnici Lučko. 

## Sudionici
U natjecanju je sudjelovao 50 klubova, prikazani prema pripadnosti ligama u sezoni 2007./08. 
| 2. HNL (II.) - Croatia Sesvete - Hrvatski dragovoljac Zagreb 3. HNL – Zapad (III.) - Lokomotiva Zagreb - Lučko - Rudeš Zagreb - Vrapče Zagreb 4. HNL – Središte A (IV.) - Dubrava Zagreb - Kustošija Zagreb - Maksimir Zagreb - Ponikve Zagreb - Sloga-Gredelj Zagreb - Špansko Zagreb - Tekstilac-Ravnice Zagreb - Trnje Zagreb - ZET Zagreb | 1. Zagrebačka liga (V.) - Concordia Zagreb - Dinamo Odranski Obrež - Ivanja Reka - Jarun Zagreb - Mladost Buzin - Odra - Omladinac Odranski Strmec - Polet Sveta Klara (Zagreb) - Prečko Zagreb - Prigorje Žerjavinec - Sava Zagreb - Sesvetski Kraljevec (Sesvete) - Šparta Elektra Zagreb - Trešnjevka Zagreb | 2. Zagrebačka liga (VI.) - Botinec Zagreb - Čehi (Gornji Čehi) - Hrašće (Hrašće Turopoljsko) - Hrvatski Leskovac - Kašina - Mala Mlaka - Mladost Donji Dragonožec - Nur Zagreb - Posavina Zagreb - Prigorje Markuševec (Zagreb) - Radnik Sesvete - Studentski grad Zagreb | 3. Zagrebačka liga (VII.) - Blato Zagreb - Brezovica - Horvati 1975 - Podsused Zagreb - Retkovec Zagreb - RIZ Odašiljači Zagreb - Sava Jakuševec (Zagreb) - Uljanik Zagreb - Zelengaj Zagreb |

## Rezultati

### 1. kolo
Igrano 5. rujna 2007. 
| klub1                        | klub2                       | rez.           |                                                           |
| ---------------------------- | --------------------------- | -------------- | --------------------------------------------------------- |
| Studentski grad Zagreb       | Retkovec Zagreb             | 2:0            |                                                           |
| Podsused Zagreb              | RIZ Odašiljači Zagreb       | 2:1            |                                                           |
| Brezovica                    | Blato Zagreb                | 0:5            |                                                           |
| Čehi (Gornji Čehi)           | Posavina Zagreb             | 0:0 (4:5 11 m) | Posavina prošla boljim izvođenjem jedanaesteraca          |
| Mladost Donji Dragonožec     | Botinec Zagreb              | 5:3            |                                                           |
| Prigorje Markuševec (Zagreb) | Kašina                      | 4:1            |                                                           |
| Zelengaj Zagreb              | Sava Jakuševec (Zagreb)     | 0:1            |                                                           |
| Mala Mlaka                   | Hrašće (Hrašće Turopoljsko) | 1:1 (3:1 11 m) | Mala Mlaka prošla boljim izvođenjem jedanaesteraca        |
| Hrvatski Leskovac            | Horvati 1975                | 2:2 (6:5 11 m) | Hrvatski Leskovac prošao boljim izvođenjem jedanaesteraca |
| Radnik Sesvete               | Nur Zagreb                  | 2:1            |                                                           |
| Uljanik Zagreb               | Uljanik Zagreb              | Uljanik Zagreb | slobodni                                                  |

### 2. kolo
Igrano 18. i 19. rujna 2007. 
| klub1 | klub2 | rez. |                                                           |
| --- | --- | --- | --------------------------------------------------------- |
| Odra | Prigorje Markuševec (Zagreb)                                                                               | 3:3 (3:1 11 m)                                                                                             | Odra prošla boljim izvođenjem jedanaesteraca              |
| Studentski grad Zagreb                                                                                     | Jarun Zagreb                                                                                               | 2:3 |                                                           |
| Mladost Buzin                                                                                              | Uljanik Zagreb                                                                                             | 7:0 |                                                           |
| Polet Sveta Klara (Zagreb)                                                                                 | Podsused Zagreb                                                                                            | 2:2 (3:0 11 m)                                                                                             | Polet Sveta Klara prošao boljim izvođenjem jedanaesteraca |
| Posavina Zagreb                                                                                            | Ivanja Reka                                                                                                | 0:2 |                                                           |
| Trešnjevka Zagreb                                                                                          | Mala Mlaka                                                                                                 | 3:2 |                                                           |
| Blato Zagreb                                                                                               | Omladinac Odranski Strmec                                                                                  | 1:3 |                                                           |
| Dinamo Odranski Obrež                                                                                      | Sava Zagreb                                                                                                | 1:7 |                                                           |
| Concordia Zagreb                                                                                           | Radnik Sesvete                                                                                             | 3:1 |                                                           |
| Sesvetski Kraljevec (Sesvete)                                                                              | Prigorje Žerjavinec                                                                                        | 0:2 |                                                           |
| Hrvatski Leskovac, Mladost Donji Dragonožec, Prečko Zagreb, Sava Jakuševec (Zagreb), Šparta Elektra Zagreb | Hrvatski Leskovac, Mladost Donji Dragonožec, Prečko Zagreb, Sava Jakuševec (Zagreb), Šparta Elektra Zagreb | Hrvatski Leskovac, Mladost Donji Dragonožec, Prečko Zagreb, Sava Jakuševec (Zagreb), Šparta Elektra Zagreb | slobodni                                                  |

### 3. kolo
Igrano 3. listopada 2007. 
| klub1                      | klub2                 | rez.             |                                              |
| -------------------------- | --------------------- | ---------------- | -------------------------------------------- |
| Mladost Donji Dragonožec   | Hrvatski Leskovac     | 3:2              |                                              |
| Ivanja Reka                | Prigorje Žerjavinec   | 2:0              |                                              |
| Polet Sveta Klara (Zagreb) | Prečko Zagreb         | 1:3              |                                              |
| Mladost Buzin              | Odra                  | 1:1 (4:5 11 m)   | Odra prošla boljim izvođenjem jedanaesteraca |
| Omladinac Odranski Strmec  | Trešnjevka Zagreb     | 2:5              |                                              |
| Sava Jakuševec (Zagreb)    | Šparta Elektra Zagreb | 0:3 p.f.         | Šparta Elektra prošla bez borbe              |
| Jarun Zagreb               | Sava Zagreb           | 1:5              |                                              |
| Concordia Zagreb           | Concordia Zagreb      | Concordia Zagreb | slobodni                                     |

### 4. kolo
Igrano 17. i 30. listopada 2007. 
| klub1                    | klub2                    | rez.           |                                             |
| ------------------------ | ------------------------ | -------------- | ------------------------------------------- |
| Sava Zagreb              | Prečko Zagreb            | 0:2            |                                             |
| Sloga-Gredelj Zagreb     | Kustošija Zagreb         | 1:2            |                                             |
| Ponikve Zagreb           | Šparta Elektra Zagreb    | 3:2            |                                             |
| Trnje Zagreb             | Mladost Donji Dragonožec | 2:0            |                                             |
| Špansko Zagreb           | Dubrava Zagreb           | 1:2            |                                             |
| Trešnjevka Zagreb        | Ivanja Reka              | 4:1            |                                             |
| Tekstilac-Ravnice Zagreb | Lokomotiva Zagreb        | 0:3            |                                             |
| Lučko                    | Rudeš Zagreb             | 3:2            |                                             |
| Maksimir Zagreb          | Vrapče Zagreb            | 3:1            |                                             |
| ZET Zagreb               | Concordia Zagreb         | 2:2 (5:4 11 m) | ZET prošao boljim izvođenjem jedanaesteraca |
| Odra                     | Odra                     | Odra           | slobodni                                    |

### 5. kolo
Igrano 2. travnja 2008. 
| klub1                       | klub2             | rez.           |                                               |
| --------------------------- | ----------------- | -------------- | --------------------------------------------- |
| Kustošija Zagreb            | Trnje Zagreb      | 2:1            |                                               |
| Hrvatski dragovoljac Zagreb | Croatia Sesvete   | 2:1            |                                               |
| Lokomotiva Zagreb           | Dubrava Zagreb    | 3:1            |                                               |
| Maksimir Zagreb             | Trešnjevka Zagreb | 0:1            |                                               |
| Lučko                       | Ponikve Zagreb    | 2:2 (5:4 11 m) | Lučko prošlo boljim izvođenjem jedanaesteraca |
| Odra                        | ZET Zagreb        | 0:3            |                                               |
| Prečko Zagreb               | Prečko Zagreb     | Prečko Zagreb  | slobodni                                      |

### Četvrtzavršnica
Igrano 16. travnja 2008. 
| klub1                       | klub2             | rez.       |          |
| --------------------------- | ----------------- | ---------- | -------- |
| Hrvatski dragovoljac Zagreb | Kustošija Zagreb  | 9:0        |          |
| Trešnjevka Zagreb           | Lučko             | 1:4        |          |
| Prečko Zagreb               | Lokomotiva Zagreb | 0:1        |          |
| ZET Zagreb                  | ZET Zagreb        | ZET Zagreb | slobodni |

### Polutzavršnica
Igrano 29. i 30. travnja 2008. 
| klub1             | klub2                       | rez. |  |
| ----------------- | --------------------------- | ---- |  |
| Lokomotiva Zagreb | Hrvatski dragovoljac Zagreb | 1:3  |  |
| Lučko             | ZET Zagreb                  | 3:1  |  |

### Završnica
Igrano 23. svibnja 2008. 
| klub1                       | klub2 | rez. |                                           |
| --------------------------- | ----- | ---- | ----------------------------------------- |
| Hrvatski dragovoljac Zagreb | Lučko | 4:1  | Hrvatski dragovoljac pobjednik Kupa ZNS-a |

## Poveznice
- Zagrebački nogometni savez
- Kup Zagrebačkog nogometnog saveza